# Sphaerodactylus semasiops
Sphaerodactylus semasiops este o specie de șopârle din genul Sphaerodactylus, familia Gekkonidae, descrisă de Thomas 1975. Conform Catalogue of Life specia Sphaerodactylus semasiops nu are subspecii cunoscute.